# Óscar de la Renta

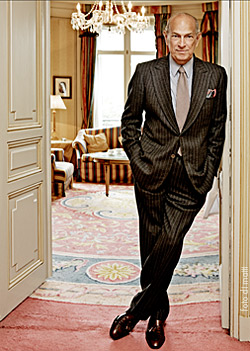
Óscar de la Renta, porträtiert 2008 im Hotel Ritz in Madrid, Spanien

Óscar de la Renta (* 22. Juli 1932 in Santo Domingo, Dominikanische Republik, als Óscar Aristides Ortiz de la Renta Fiallo; † 20. Oktober 2014 in Kent, Connecticut, Vereinigte Staaten) war ein dominikanischer Modedesigner, der von Modekritikern zu den einflussreichsten Modeschöpfern des 20. Jahrhunderts gezählt wird.

## Leben
Óscar de la Renta wanderte im Alter von 18 Jahren nach Spanien aus, wo er in Madrid an der Real Academia de Bellas Artes de San Fernando Malerei studierte. Er wandte sich ab Mitte der 1950er Jahre jedoch sehr schnell dem Design von Damenmode zu. 1957 erhielt er eine Anstellung bei Eisa in Madrid, dem Couture-Atelier des bedeutenden spanischen Modedesigners Cristóbal Balenciaga. De la Renta bezeichnet seine Zeit bei Balenciaga als die beste Modeschule, die er habe besuchen können. Nach Designangeboten von Dior und Lanvin setzte de la Renta seine Arbeit ab 1960 in Paris fort, wo er bei Antonio Castillo als Modeassistent für Lanvin arbeitete. Seinen erlernten Balenciaga-Stil behielt er in Paris bei.
Nach de la Rentas Umzug nach New York im Jahre 1963 arbeitete er unter anderem für Elizabeth Arden und das Modeunternehmen Jane Derby. Die Erfahrungen, die er dort sammelte, halfen ihm 1967, unter dem Namen Óscar de la Renta seine eigene Marke für Bekleidung und Parfüm zu erschaffen. Bereits zwei Jahre später verkaufte de la Renta seine junge Firma an den Modekonzern Richton International, blieb aber als Chefdesigner im Unternehmen. 1970 lancierte er unter seinem Namen Herrenmode. 1973 wurde de la Renta für drei Jahre zum Vorsitzenden des einflussreichen amerikanischen Modeverbands CFDA ernannt. 1974 kaufte de la Renta sein Unternehmen von Richton International zurück. 1976 kam die jugendliche Linie Miss O zum Sortiment de la Rentas hinzu. 1977 wurde das erste Parfüm des Hauses auf den Markt gebracht; seither sind zahlreiche Parfüms erschienen. Von 1987 bis 1989 stand de la Renta erneut dem CFDA als Präsident vor. Ende der 1980er Jahre wurde der Unternehmenswert von Óscar de la Renta bereits auf eine halbe Milliarde US-Dollar geschätzt. 1992 wurde er zum künstlerischen Leiter des Pariser Modehauses Balmain ernannt, das er 2002 und damit zwei Jahre vor dessen Konkurs verließ. 1995 wurde das Portfolio um die Zweitlinie Óscar by Óscar de la Renta erweitert, 2002 um Designermöbel, 2003 um Brautmoden. 2004 wurde die Diffusionslinie O Oscar lanciert und ein Flagshipstore auf der Madison Avenue in New York City eröffnet. Daneben gibt es Óscar-de-la-Renta-Ladengeschäfte unter anderem in Punta Cana, Dubai und Riad.
Die Mode des Hauses wird mittlerweile ausschließlich unter dem Namen Óscar de la Renta für Damen und Kinder verkauft. Die  Damenmode wird bei der New York Fashion Week auf dem Laufsteg präsentiert. Die Zweitlinien und die Herrenmode (mit Ausnahme einer Lizenzlinie) wurden eingestellt. Lediglich die Untermarke Pink Label für Damenwäsche existiert weiterhin. Zu besonderem Ruhm verhalf de la Renta die Tatsache, dass er bedeutende Persönlichkeiten wie Jackie Kennedy, Nancy Reagan, Hillary Clinton und Barbara Bush einkleidete.
1967 heiratete Óscar de la Renta Françoise de Langlade (1921–1983), Editorin bei der französischen Ausgabe von Vogue. 1984 adoptierte er einen Sohn, Moises. In zweiter Ehe heiratete de la Renta 1989 die Designerin Annette Reed (* 1939). Aus beiden Ehen hatte er Stiefkinder. Seit 1969 war de la Renta neben dominikanischer auch US-amerikanischer Staatsbürger. In den Jahren 1990 (Lebenswerk), 2000 (Damenmode),  2007 (Damenmode) und 2013 (Gründerpreis) wurde er vom CFDA mit Preisen ausgezeichnet. De la Renta starb am 20. Oktober 2014 im Alter von 82 Jahren in seinem Haus in Kent, Connecticut, an den Folgen einer Krebserkrankung.